# Florence von Sass
Florence von Sass (Nagyenyed -hoy Aiud, Rumanía-, 6 de agosto de 1841 - Devon, 11 de marzo de 1916) fue una exploradora húngaro-británica. También es conocida como Florence Baker, Sass Flóra, Maria Freiin von Sass y Barbara o Barbara Maria Sass, Szász o Szasz.
Nacida en Transilvania, por entonces parte del imperio austrohúngaro, al quedar huérfana fue vendida como esclava a Samuel Baker, que la llevó a África en búsqueda de las fuentes del Nilo, descubriendo el lago Alberto. Acompañó a Baker en su viaje de vuelta a Inglaterra, donde se casaron, convirtiéndose en Lady Baker. Posteriormente, volvieron a África, donde intentaron impedir el tráfico de esclavos. Ambos se retiraron a Devon hasta su muerte.
La pareja protagoniza un cuadro sobre el descubrimiento del Lago Alberto de Severino Baraldi
Junto con Delia Akeley, Christina Dodwell, Mary Kingsley y Alexandrine Tinné, fue seleccionada por Margo McLoone para su libro Exploradoras de África (1997).

## Biografía

### Primeros años
La relación de su vida mantenida por los Baker cuenta que era hija de un oficial székely procedente de una familia húngara noble, con propiedades en Transylvania, llamada von Sas (una rama de la familia von Sass). Durante la revolución húngara de 1848, siendo todavía niña, «su padre y hermanos fueron asesinados ante sus ojos» por los rumanos. Siendo adolescente ya hablaba húngaro, alemán, rumano y turco. Con catorce años, en enero de 1859, fue vendida como esclava en Vidin, una ciudad y puerto fortificado en el río Danubio, por entonces en el Imperio otomano y actualmente en Bulgaria. El relato indica que habría sido adquirida para el pachá de Vidin, pero intervino Samuel Baker, que estaba en un viaje de caza junto al Maharaja Duleep Singh; sobornó a los guardianes y Florence se convirtió en su propiedad.

### Viajes por África

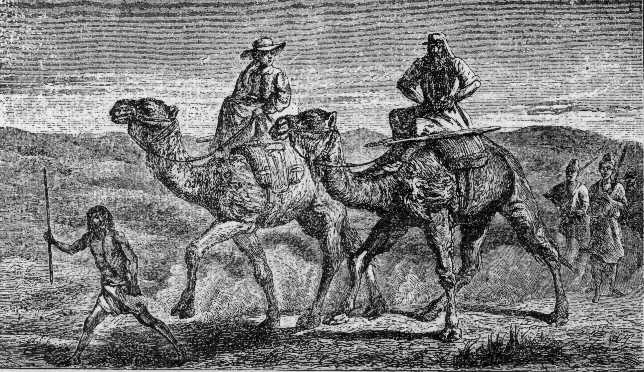
Florence y Samuel Baker en la ilustración de un libro de 1890

Samuel Baker la llevó a su viaje a África en busca de las fuentes del Nilo. Remontaron el río Nilo hasta Gondokoro, donde Florence salvó la expedición, al mediar entre la inflexibilidad de su marido y la deslealtad de sus subordinados, consiguiendo llegar a un acuerdo. Gondokoro era la base del comercio de marfil y esclavos, y el punto más allá del cual los barcos no podían seguir; debiendo continuar a pie. Se encontraron con John Hanning Speke y James Augustus Grant quienes les refirieron sus exploraciones, y les sugirieron que investigaran otra rama del Nilo. Cuando Speke y Grant escribieron las relaciones de sus viajes, no mencionan que Baker llevaba con él a Florence, posiblemente porque el propio Baker les habría solicitado que no lo hicieran.

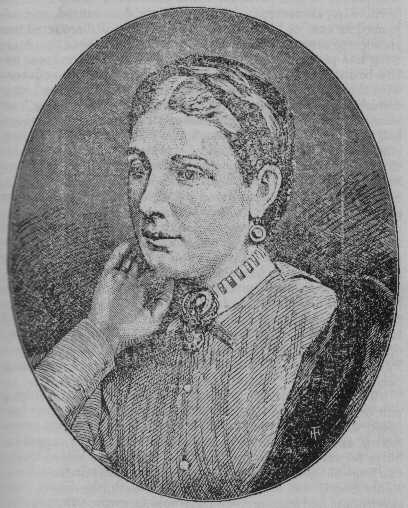
Florence von Sass, lady Baker, del libro Stanley and the White Heroes in Africa (1890)

Florence y Baker descubrieron las cataratas Murchison y el lago Alberto, en lo que actualmente es Uganda.
En Inglaterra, vivieron en Hedenham Hall (Norfolk), y se casaron el 4 de noviembre de 1865 en la iglesia de St James (Picadilly). Cuando a Samuel Baker se le concedió el título de caballero, Florence pasó a ser Lady Baker. Los detalles de su vida anterior se mantuvieron en secreto, pero circulaban rumores que provocaron su exclusión de la corte por la reina Victoria.
En 1869 Isma'il Pasha, virrey turco de Egipto, ofreció a Samuel volver a África para ayudarle a reducir el comercio de esclavos en torno a Gondokoro y le nombró Gobernador General del Nilo Ecuatorial. Florence estuvo presente en la derrota de Bunyoro, durante la que realizó cuidados sanitarios y llevó distintas armas, brandy y dos paraguas.

### Últimos años
En 1873, el matrimonio comenzó a residir en Sandford Orleigh, su casa en Newton Abbot (Devon). Allí les visitó el general Gordon en febrero de 1883, que pidió a Samuel que le ayudara en su expedición a Jartum (guerra mahdista). Florence se negó a volver a África, y su marido no quiso hacerlo sin ella. Tras la muerte de sir Samuel Baker en 1893, Florence Baker continuó viviendo en Devon más de veinte años. Están enterrados en la misma tumba.